# Мономотапа Юнайтед
«Мономотапа Юнайтед» (англ. Monomotapa United Football Club) — зимбабвийский футбольный клуб из Хараре. Выступает в Премьер-лиге Зимбабве. Домашние матчи проводит на стадионе «Руфаро Стэйдиум», вмещающем 35 000 зрителей.

## История
«Мономотапа Юнайтед» является самым молодым чемпионом Зимбабве. Будучи образованным лишь в 2003 году, столичный клуб спустя пять лет добился пока единственного своего успеха - победы в Чемпионате Зимбабве в 2008 году. 

## Достижения

### Местные
- Победитель Премьер-лиги — 1 (2008)

## Известные игроки
- Дэррил Ньянадро